# Hanna Marin
Hanna Marin é uma personagem fictícia criada por Sara Shepard para a série de livros Pretty Little Liars, e mais tarde desenvolvida para a adaptação da série de televisão da Freeform por I. Marlene King e interpretada por Ashley Benson. A personagem também apareceu na série spin-off Ravenswood. Sarah Dewey interpretou a personagem que apareceu nas capas da série de livros. Na versão brasileira, Hanna é dublada por Erika Menezes.
Hanna é uma das quatro protagonistas da franquia, e as histórias retratam sua vida com as amigas enquanto elas recebem mensagens em forma de ameaças de um anônimo onipresente, apelidado de "A". Tanto nos livros quanto na televisão, Hanna é mostrada como uma ex-garota brilhante com excesso de peso que se torna uma abelha-rainha depois que sua melhor amiga, Alison DiLaurentis, desaparece misteriosamente. Enquanto nos livros, Hanna desenvolve uma personalidade feroz— resultado de anos de tortura psicológica esquematizada por "A"—, na série de TV, ela cresce o mais gentil possível. O nome do meio de Hanna é Olivia, ela também está depois da "morte" de Alison, garota da Rosewood High School, ela e sua melhor amiga Mona Vanderwaal são totalmente diferentes e as garotas mais populares, elas começaram a roubar e Hanna foi pega por roubar óculos de sol no episódio "Piloto".

## Livros
No primeiro livro, Hanna é apresentada como uma garota popular e cruel. Ela é descrita como uma jovem morena atraente, que ocasionalmente luta consigo mesma para manter sua beleza. Nos primeiros romances, a personagem também é escrita como bulímica.

### Trama
Hanna é uma das quatro protagonistas principais em todos os dezesseis livros de Pretty Little Liars, começando com Pretty Little Liars.

### Antes do início
Antes do desaparecimento de Alison DiLaurentis, Hanna é mostrada como uma garota tímida com um distúrbio alimentar. Ela é a melhor amiga de Alison DiLaurentis, juntamente com Spencer Hastings, Aria Montgomery e Emily Fields. Como as outras garotas, Hanna e Alison tinham um segredo entre elas: Alison testemunhou Hanna purgando com uma escova de dente quando ela percebeu que estava acima do peso. Durante a última noite da 7ª série, durante uma festa do pijama no celeiro da irmã de Spencer, Melissa, Alison desapareceu. Anos depois, na 9ª série, Hanna tentou ser líder de torcida, mas não conseguiu, pois as líderes de torcida a consideravam gorda demais e não bonita o suficiente para entrar no time. Hanna e Mona Vanderwaal, uma garota de quem Hanna e suas amigas costumavam rir por ser idiota, decidiram ficar magras e bonitas antes do teste para líderes de torcida do ano seguinte. Elas se uniram e se tornaram bonitas e populares, eventualmente decidindo que líderes de torcida não eram nem legais o suficiente para serem testadas. Hanna assumiu o lugar de Alison como a mais popular após seu desaparecimento. Nesse período, Hanna e Mona também se tornaram ladras de lojas.

## Televisão

### Personalidade
Hanna costumava estar acima do peso antes do desaparecimento de Alison. Apesar de ser a mais doce do grupo, ela foi constantemente ridicularizada por Alison pelo excesso de peso, chamando-a Hanna Baleia. Isso fez com que ela desenvolvesse problemas com bulimia. Depois que Alison desapareceu, Hanna fez amizade com Mona Vanderwaal e perdeu peso e se tornou popular durante o verão. A nova abelha rainha, Hanna, se torna a Rainha do Baile, mas é constantemente lembrada por um dos seus dias como Hanna Baleia. Mesmo Hanna sendo uma das garotas mais populares e as mais bonitas na escola, ela é generosa e gentil. Ela é a mais ousada e mais franca das quatro meninas, muitas vezes fazendo comentários desagradáveis, e não tem medo de dizer o que realmente pensa de uma pessoa. No entanto, ela é muito crédula e acaba confiando facilmente nas pessoas.
Hanna é espirituosa e atrevida, mas também inocente, carinhosa e atenciosa. Ela faz de tudo para manter seus entes queridos seguros de A. Ela é a protetora de seus amigos e mostra seu lado feroz para defendê-los. O sarcasmo de Hanna e senso de humor, muitas vezes faz com que ela ser comparada como "avoada", no entanto, ela é realmente muito inteligente e brilhante. Seu instinto forte muitas vezes levou-a a encontrar uma pista sobre A. Hanna tende a ficar em apuros devido à sua natureza impulsiva e rebelde. Depois de Spencer, Hanna é a única que tem mostrado mais esforço, força e dedicação para descobrir quem é A.

### Aparência
Hanna tem um belo rosto em formato de coração complementado com olhos azul-anil, lábios carnudos e sorriso com covinhas. Ela tem uma estrutura curvilínea com pernas esbeltas e bem moldadas. Seu cabelo dourado era longo, mas ela o cortou antes do início do último ano na terceira temporada, e voltou a usar no salto de tempo na sexta temporada. Sua pele é clara, uma tez de leite e rosas, que resume sua personalidade inocente e brincalhona. Na quinta temporada, após Alison voltar à Rosewood, Hanna novamente corta seu cabelo, agora ainda mais curto com um molde curvo e mechas pretas. Hanna reestruturou seu estilo porque não queria parecer ou ser associada à Alison.

### Relacionamentos

#### Sean Ackard
O relacionamento de Hanna com Sean começou antes do primeiro episódio, porque ela pensou que ele era o amor de sua vida depois de descobrir que ele era uma cadela depois que ela se tornou uma garota popular e ele a notou. Ela teve que lutar com a decisão de Sean de não fazer sexo ainda e ela duvida que ele realmente goste dela. O relacionamento deles termina mais tarde, durante uma festa em que ela ultrapassou os limites com ele e ele ficou chateado.

#### Caleb Rivers
O primeiro relacionamento de Hanna com o bad boy Caleb Rivers foi na primeira temporada, quando eles desenvolveram sentimentos um pelo outro e ele tirou a virgindade de Hanna. Este primeiro engano mudou quando Hanna descobriu que Caleb a estava espionando, e Jenna o pagou para fazer isso. No entanto, na segunda temporada, Hanna o perdoa e eles reacendem seu relacionamento. Na terceira temporada, depois que "A" foi revelado ser Mona, Hanna começou a visitá-la no Sanatório Radley, e um novo perseguidor apareceu, fazendo Hanna mentir para Caleb várias vezes. Assim, Caleb terminou com ela, dizendo que estava cansado de todas as suas mentiras. Mas, quando Hanna disse a Caleb a verdade por trás do novo "A", ele a perdoou. O relacionamento continua bem durante o resto da terceira temporada, até a temporada seguinte, quando Hanna fica chateada porque Caleb teve que deixar Rosewood para descobrir o que estava acontecendo em Ravenswood. Além disso, quando Caleb retorna para Rosewood, eles se conectam novamente. Eles se separaram novamente em algum momento durante o salto de cinco anos que ocorreu no final da sexta temporada. Mais tarde é revelado que eles se separaram porque Hanna estava trabalhando muito e eles não passavam muito tempo juntos. No entanto, eles se beijaram quando Hanna foi colocada como uma armadilha para o novo perseguidor. Mais tarde, eles voltaram a ficar juntos e apesar de tudo, Hanna ainda está apaixonada por Caleb.

#### Travis Hobbs
O primeiro contato de Hanna com Travis ocorreu quando ele foi ao departamento de polícia e testemunhou que a mãe de Hanna não matou Darren Wilden; com o ato, Hanna agradece a ele. Mais tarde, Hanna manda uma mensagem para Travis pedindo sua ajuda. Ele leva ela e seus amigos para casa, e depois ajuda Hanna a limpar e ela o agradece por tudo. Hanna se oferece para pagá-lo, mas em vez disso, ele segura a mão dela e os dois compartilham um momento íntimo. Mais tarde, Hanna convida Travis para jogar uma partida de sinuca. Ele a ensina a jogar e, depois, eles se beijam. Travis então convida Hanna para um encontro, e, durante o jantar, eles conversam e se divertem muito, até que Hanna recebe uma mensagem de "A" e depois de dizer a ele que se divertiu muito, deixa Travis chateado. Eles começaram a namorar mais tarde. No entanto, quando Alison retorna para Rosewood, Hanna fica insegura e esquece que tinha planos de ir para o Grille com Travis. Ele a surpreende ao bater em sua porta e ela se desculpa por esquecer, e diz a ele que Alison está dentro de sua casa. Ela alega que ligaria para ele depois que Alison fosse embora, mas não ligou, irritando Travis, que, na manhã seguinte, rompeu com Hanna.

#### Jordan Hobart
Jordan era noivo de Hanna após o salto no tempo de cinco anos, que ocorreu durante a sexta temporada. Ele é descrito como um jovem de 27 anos sofisticado, mas acessível, que trabalha na indústria da moda. Hanna e ele se conheceram em um restaurante em Nova York, onde Jordan pediu para pagar uma bebida para ela. No entanto, Hanna recusa seu noivado com Jordan na sétima temporada, quando se viu incapaz de amá-lo.

### Rivalidades e amizades
Hanna é conhecida na primeira temporada por seus ciúmes de Amber Victorino, uma garota que deu carona a Sean para a escola depois que Hanna bateu com o carro de Sean. Na quarta temporada, Hanna também teve uma rivalidade com Miranda, uma garota que Caleb queria ajudar quando decidiu se mudar para Ravenswood.
Hanna é a melhor amiga de Spencer, Aria, Alison e Emily—as Liars—, além de ser amiga de Mona Vanderwaal, Lucas Gottesman, Ezra Fitz, Wren Kingston, Toby Cavanaugh e Paige McCullers.

### Enredo

#### 1.ª Temporada
A ex-garota acima do peso agora é a "garota" da Rosewood High School. Junto com sua nova melhor amiga, Mona Vanderwaal, ela governa a escola e elas são claramente rotuladas com o título de "abelhas-rainhas". Roubar em lojas dá a ela uma sensação de menina má, mas quando ela é pega, Hanna luta com o fato de que sua mãe, Ashley, é o principal fator para a remoção de seus pupilos—Ashley manteve um relacionamento sexual com o policial Darren Wilden para manter a imagem de sua família. Além disso, o antigo grupo de amigas, do qual Hanna fazia parte da sétima série, se reúne, causando tensão entre sua amizade com Mona. Hanna também tem que lidar com as ameaças e o perigo de possivelmente ter seus segredos revelados pelo tenebroso "A". Também nesta temporada, Hanna começa um relacionamento romântico com o bad-boy Caleb Rivers.

#### 2.ª Temporada
Depois de sofrer com a traição de Caleb, Hanna agora tem que decidir se ela será capaz de perdoá-lo ou apenas deixá-lo ir. Enquanto isso, Hanna tem que lutar com o casamento entre seu pai, Tom, e sua futura madrasta, Isabel. Suas amizades com Aria, Emily e Spencer crescem — irritando Mona, que pensa que talvez ela tenha perdido a amizade com Hanna. Hanna finalmente perdoa Caleb e eles se reencontram. Para descobrir quem é "A", as meninas pedem ajuda a Caleb, e Hanna se preocupa com isso. A temporada termina com Hanna descobrindo que Mona é a pessoa por trás do anônimo "A".

#### 3.ª Temporada
Hanna está tentando superar a traição de Mona e decide visitá-la no Sanatório Radley para obter algumas respostas. O relacionamento de Hanna com Caleb continua, até que eles terminam quando Caleb se cansa das mentiras de Hanna - principalmente quando ela encobre suas visitas a Mona. Além disso, Hanna se aproxima de Wren Kingston, mas evita um possível relacionamento. Hanna também é acusada de roubar o corpo de Alison pelo oficial Wilden. Caleb e Hanna ficam juntos mais uma vez quando ela descobre que um novo "A" surgiu recentemente.

#### 4.ª Temporada
Após os eventos do final da terceira temporada, Hanna e as meninas agora têm Mona ao seu lado. Enquanto isso, Hanna começa a suspeitar que sua mãe pode ter matado o policial Wilden. No Halloween, as meninas vão para Ravenswood, uma cidade próxima a Rosewood. O relacionamento de Hanna e Caleb termina quando Hanna decide que Caleb deve saber o que está por trás de seu passado em Ravenswood. O relacionamento de Hanna com as meninas está ficando cada vez mais forte a cada tragédia. No final da temporada, Hanna e as meninas descobrem que Alison ainda está viva.

#### 5.ª Temporada
Com o retorno de Alison a Rosewood, Hanna luta contra sua identidade e individualidade. Determinada a ser ela mesma, Hanna consegue uma transformação. Suas inseguranças não são ajudadas quando Caleb retorna para Rosewood, com seus próprios segredos, e os dois começam a beber. A bebida de Hanna causa uma brecha entre ela e suas amigas, especialmente Aria, quando o noivo de Ella—a mãe de Aria— dá em cima dela. Quando Caleb finalmente se abre para Hanna, as coisas entre eles voltam ao normal. Hanna está profundamente afetada pela aparente morte de Mona. Sendo aceita em sua escolha de faculdades, Hanna luta para juntar dinheiro suficiente quando seu pai se recusa a pagar por sua educação. Desesperada, e sem outras opções, Hanna se inscreve em um concurso de beleza pelo prêmio em dinheiro, mas fracassa miseravelmente. Hanna também lida com a infidelidade de sua mãe, enquanto tenta frustrar as tentativas de "A" de incriminá-la pelo assassinato de Mona. "A" finalmente consegue colocar Hanna atrás das grades como cúmplice do assassinato de Mona. Ela, junto com as outras meninas, estão sendo transportadas para a prisão quando são sequestradas e mantidas em cativeiro por "A" em uma espécie de casa de reféns.

#### 6.ª Temporada
Após os eventos em que 'A' sequestrou Hanna e seus amigos a caminho da prisão e os encarcerou na Dollhouse (Casa de Bonecas), Hanna está apresentando sintomas de transtorno de estresse pós-traumático e se alivia com a raiva. Após um colapso, ela destrói seu quarto e temporariamente termina com Caleb; além disso, ela não quer mais ser protegida demais e decide descobrir de uma vez por todas quem "A" realmente é. Ela começa a investigar com Spencer e obtém uma lista de suspeitos. No entanto, nenhum de seus suspeitos é o verdadeiro. A segunda pessoa por trás da máscara "A" revelou ser CeCe Drake. Depois disso, ela se forma e se muda para Nova York com Caleb, que paga sua taxa para o NY Fashion Institute of Technology. Hanna embarca em uma vida que se concentra em desfiles de moda, na qual Caleb parece não se encaixar. Essas lutas os separam e eles terminam novamente. Anos depois, Hanna, junto com suas amigas, retorna a Rosewood. Ela agora está noiva de Jordan e Caleb está namorando Spencer, deixando Hanna insegura e confusa, já que ela ainda tem sentimentos por seu ex-namorado. Com seus planos de casamento avançando, ela questiona novamente se seu noivo é a decisão certa. Como um novo perseguidor está começando a ficar mais perigoso, ela e Caleb vêm com uma armadilha na qual Hanna representa a isca. Sabendo dos riscos, ela admite seus verdadeiros sentimentos por Caleb e eles se beijam. O plano dá errado e Hanna é abduzida pelo misterioso "A.D.". A temporada termina com Hanna sendo inconscientemente arrastada para a igreja, seu estado sendo deixado desconhecido.

#### 7.ª Temporada
Depois de ser sequestrada por "A. D.", Hanna sofre mais uma vez com as torturas, o mesmo aconteceu quando ela estava na Casa de Bonecas. Em uma tentativa de escapar do cativeiro, ela corre para a floresta e é salva por Mary Drake. Por outro lado, Hanna e as meninas começam a suspeitar de que Elliott Rollins — o marido de Alison — estava torturando Alison. Além disso, Hanna acaba pisando em Elliott, colocando-se acima de amoras-pretas da tensão. Além disso, Hanna e Spencer começam uma pequena briga quando Spencer descobre que Hanna e Caleb se beijaram, e Spencer percebe que Hanna ainda está apaixonada por Caleb.

#### Pretty Little Liars: The Perfectionists
Foi revelado após o terceiro episódio que Hanna e Caleb tiveram um filho chamado Aidan. Além disso, depois que Spencer e Toby fugiram de Rosewood, vem o fato de que ela pode estar grávida.

## Comparação com o livro
- No livro, Hanna conhece Kate (sua meia-irmã) com Alison presente. Na série, ele a conhece após o desaparecimento de Ali.
- Hanna rouba um par de óculos de sol na série, enquanto no livro ela rouba uma pulseira e brincos de Tiffany pelo qual sua mãe compra o colar.
- No livro, Hanna é morena com olhos ligeiramente castanhos. Na série, ela é loira e de olhos azuis.
- Na série, Hanna é bulímica por causa de Alison. No livro, é porque seu pai faz comentários obscenos sobre seu peso, chamando-a de "porquinha" na frente de sua meia-irmã Kate.
- No livro, ela tem um ataque de amnésia no momento do golpe e por isso não se lembra de "A". Na série, ele só tem uma perna quebrada.
- Enquanto no livro ele tem um filhote de cachorro pinscher chamado Dot (Ponto em português), na série ele não aparece.
- Ela namora Mike (irmão de Aria) e Lucas no livro. Mas na série, Mike e Hanna tiveram um caso de uma noite até que Alison descubra, mas Hanna implora a ela para não contar a Aria. Não é revelado até a quarta temporada, quando eles descobrem o diário íntimo de Alison (que Hanna havia descoberto) e vêem que há páginas rasgadas e é quando Hanna confessa tudo. Quanto a Lucas, Hanna sempre deixou claro que queria apenas ser amiga dele.